# Castelgaillard
Castelgaillard – miejscowość i gmina we Francji, w regionie Oksytania, w departamencie Górna Garonna.
Według danych na rok 1990 gminę zamieszkiwało 67 osób, a gęstość zaludnienia wynosiła 10 osób/km² (wśród 3020 gmin regionu Midi-Pireneje Castelgaillard plasuje się na 996. miejscu pod względem liczby ludności, natomiast pod względem powierzchni na miejscu 1351.).